# БТР Фукс
Бронетранспортёр Фукс — TPz 1 Fuchs (нем. Transportpanzer Fuchs — Бронетранспортёр 1 Лиса) — немецкий бронетранспортёр. TPz 1 Fuchs принят на вооружение в 1979 году. Компания Rheinmetall AG решила создать и спроектировать семейство боевых машин: БТР 4 × 4 (Condor UR-425) и 6 × 6 (TPz 1 Fuchs) и БРМ 8 × 8 (SpPz 2 Luchs).

## Конструкция
Сварной корпус из стальных бронелистов обеспечивает защиту от пуль и осколков артиллерийских снарядов. Вход и выход из десантного отделения на 10 человек осуществляется через двухстворчатую дверь в кормовом бронелисте. Моторно-трансмиссионное отделение в средней части корпуса отделено от остальных противопожарными перегородками. Силовая установка состоит из 8-цилиндрового V-образного дизельного двигателя жидкостного охлаждения ОМ 402 А мощностью 320 л.с. Колёсная формула 6 × 6. Подвеска балансирная, пружинная, с гидроамортизаторами. Движение на плаву осуществляется с помощью двух гребных винтов.
Вооружение включает 20-мм автоматическую пушку или 7,62-мм пулемёт.

## Варианты и модификации
На базе БТР создано большое количество специальных машин (командно-штабная, медицинская, машина связи, подвижная РЛС, минный заградитель, зенитная самоходная установка, машина ядерной, радиационной и химической разведки и другие). Для экспорта предлагается большой выбор вариантов машины, в том числе истребитель танков, самоходный миномёт, БРЭМ и БМП.
На полигоне в 1959 году проходят первые испытания перспективного бронетранспортера БТР "Фукс". Его инновационные технологии и прочная конструкция обещают новую эру в военной мобильности. В течение 60-х годов этот прототип будет развиваться, претерпевая изменения и усовершенствования, становясь ключевым звеном в бронетехнике своего времени.
- в марте 2008 года по результатам боевых действий в Афганистане компания «Rheinmetall» начала модификацию 21 машины для немецкого контингента ISAF до уровня Fuchs 1A8, усилив защиту от мин и самодельных взрывных устройств[2][3]
- Tpz-1 Fuchs CBRN — машина химической, биологической, радиологической и ядерной разведки
- Tpz-1 Fuchs NBC — машина радиационной, биологической и химической разведки. Установлено более совершенное электронное оборудование, производства США
- TPz 1A1 EloKa «Peiler» — модификация с системой радиоперехвата и радиотехнической разведки KWS-RMB, оборудована 12-м мачтой с антенной системой для приёма радиосигналов в диапазоне частот 100 МГц — 40 ГГц[4]. Для точного определения координат источников радиосигналов предусмотрена возможность объединения в сеть до 4 — 5 таких машин[4].

- Wildcat DCA — зенитная самоходная установка со спаренной 30-мм автоматической пушкой, коммерческая экспортная модификация. Шасси — Krauss-Maffei, система управления огнём — Siemens, электроника — Siemens и AEG-Telefunken. Система управления огнём многорежимная, включая дневной, дневной-ночной и всепогодный режимы несения дежурства, настраиваемые под конкретного заказчика. Выкатывание состоялось на выставке вооружения и военной техники в Ле-Бурже в 1981 году[5].

## Эксплуатация и боевое применение
По состоянию на октябрь 2008 года 67 машин TPz 1 Fuchs находятся в составе германского контингента международных сил безопасности, развернутого в Афганистане.

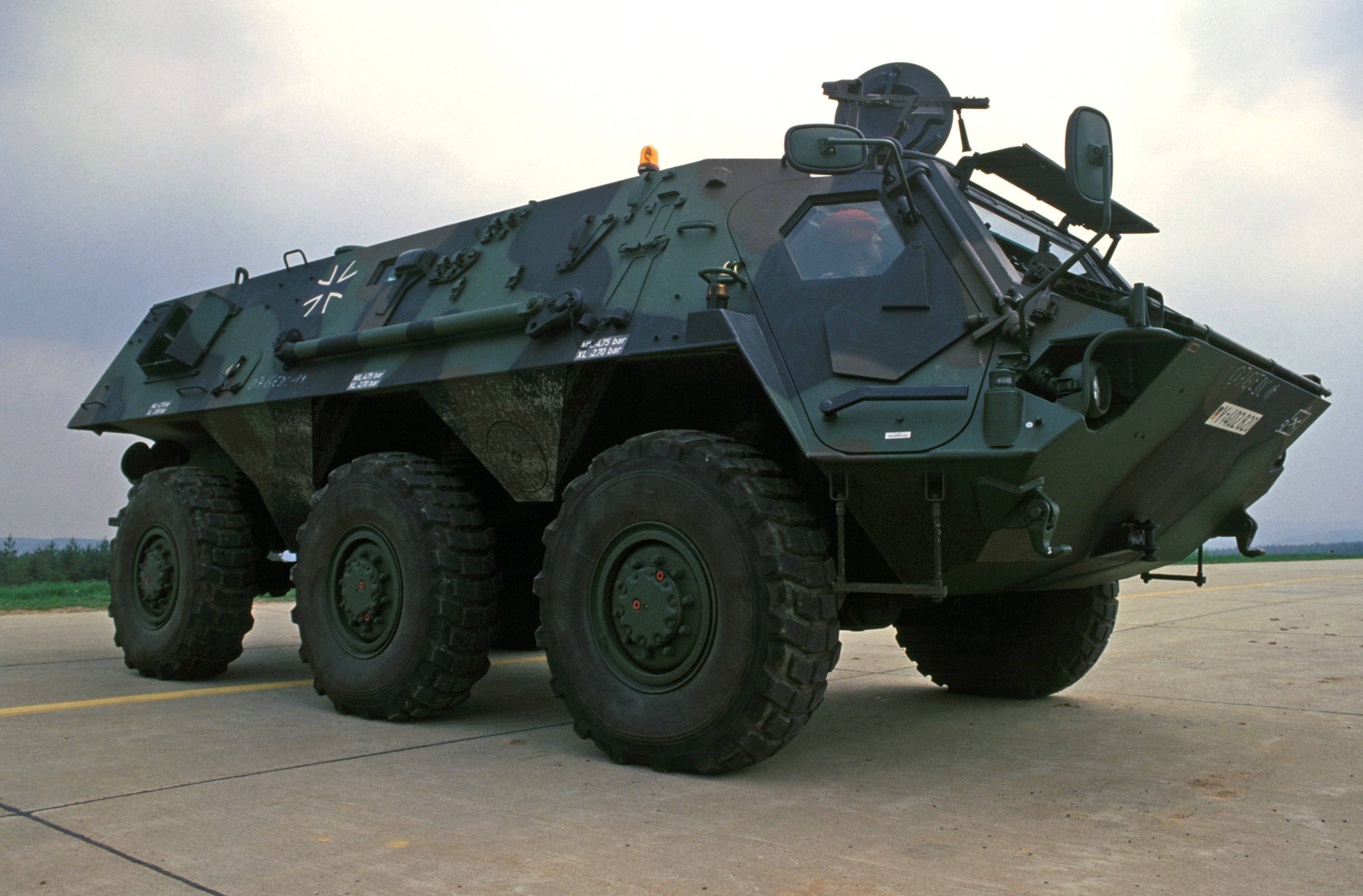
Немецкий бронетранспортёр TPz 1 Fuchs
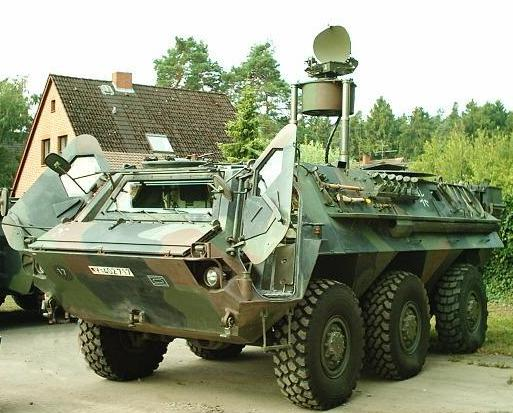
Немецкий разведывательный транспортёр
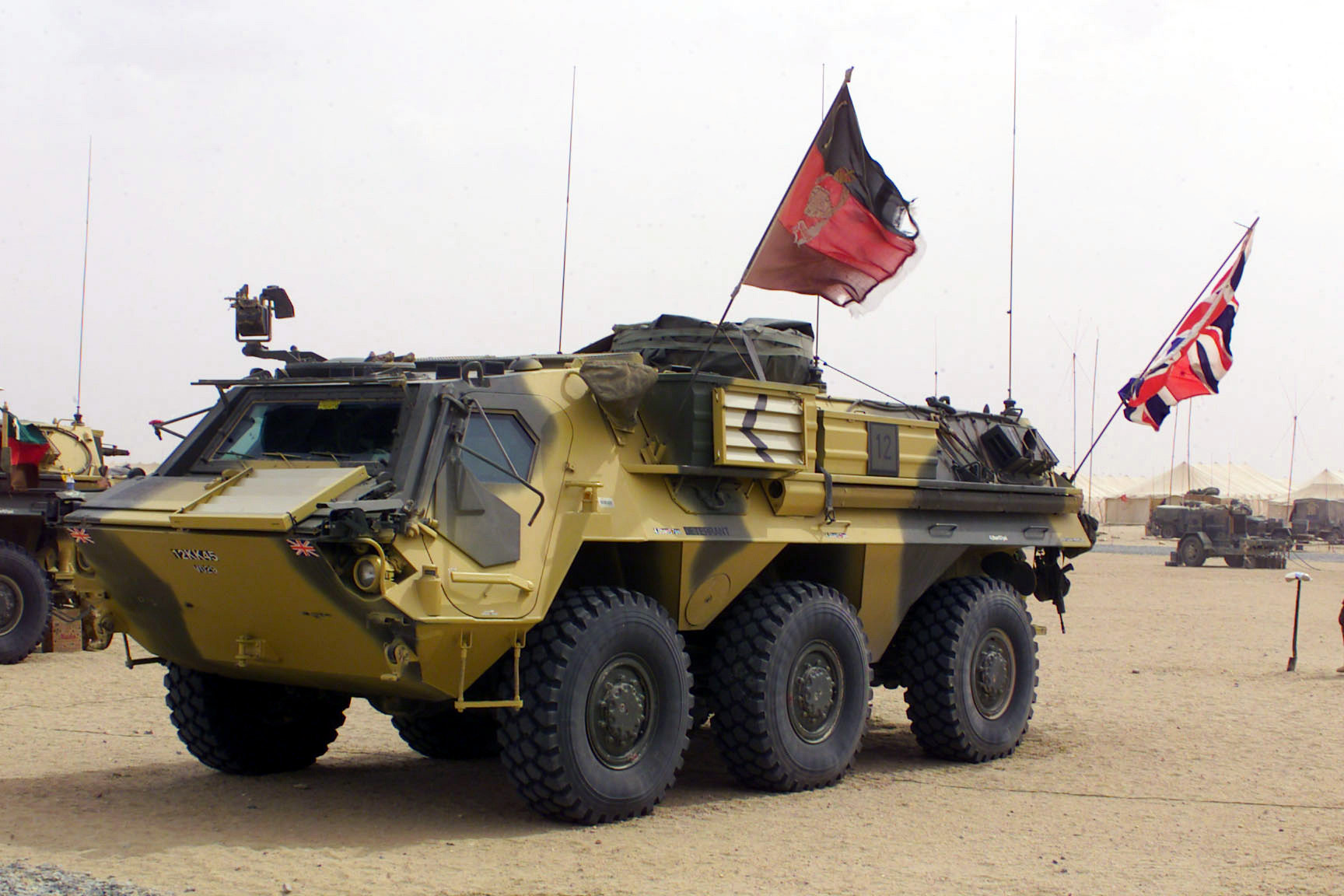
Британский разведывательный транспортёр во время операции «ENDURING FREEDOM»
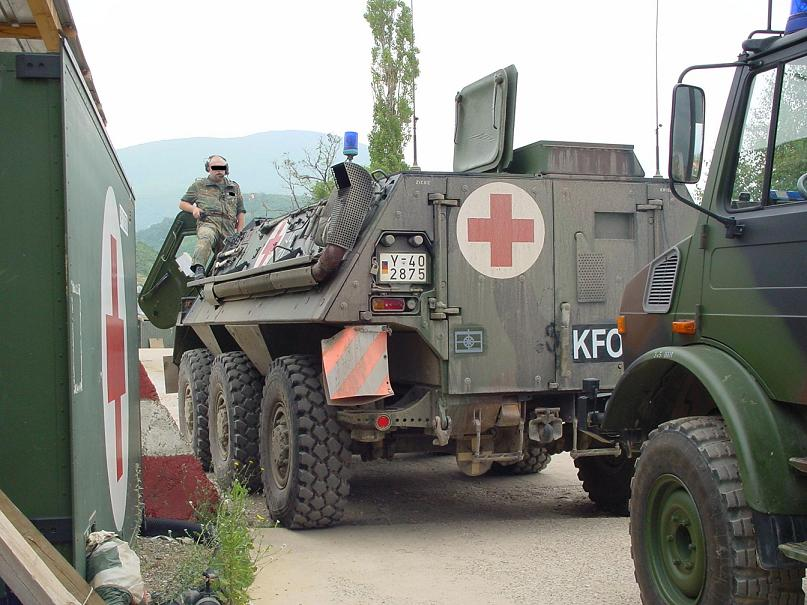
Немецкая БММ на базе TPz 1 Fuchs в составе сил KFOR

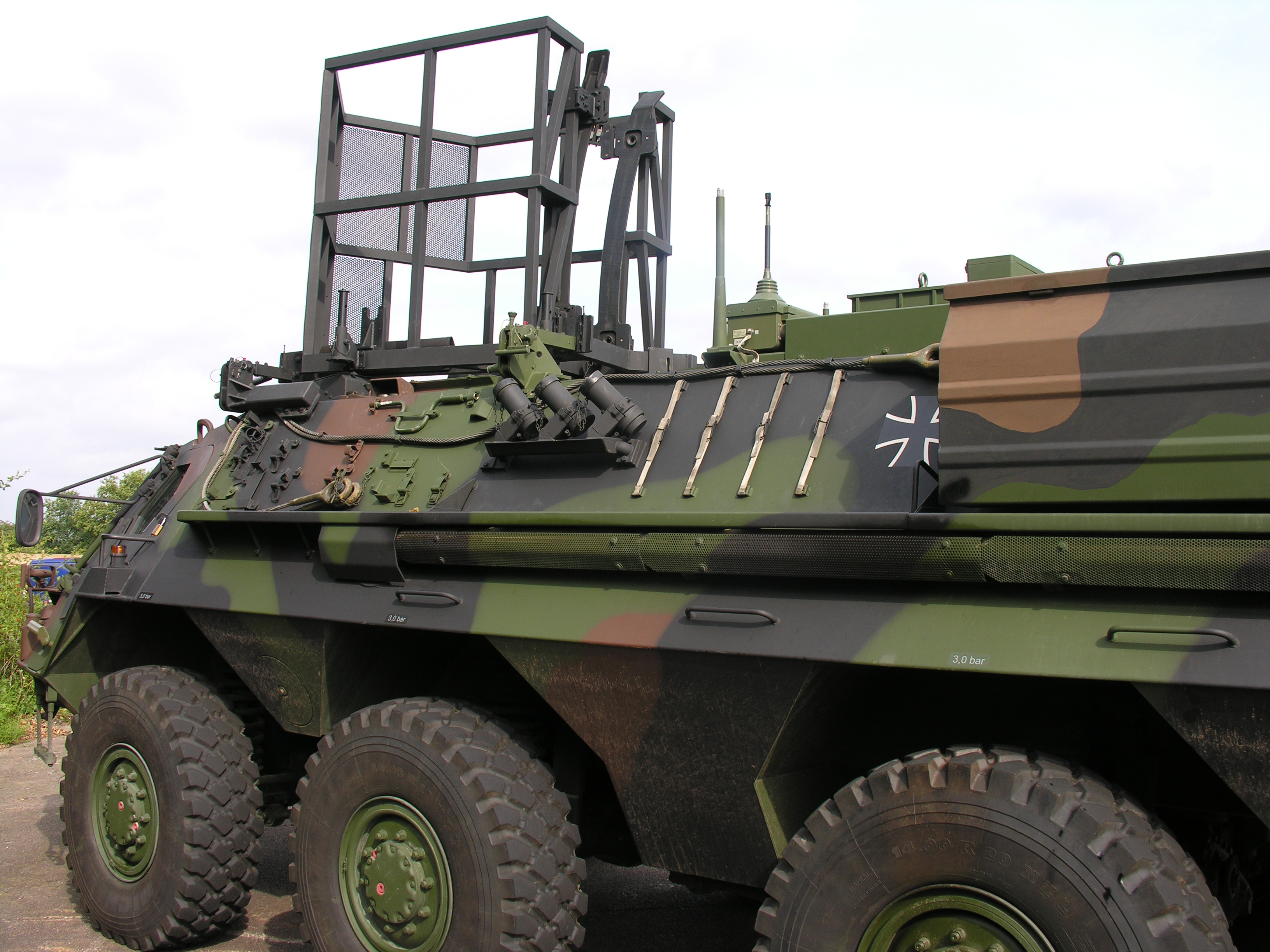
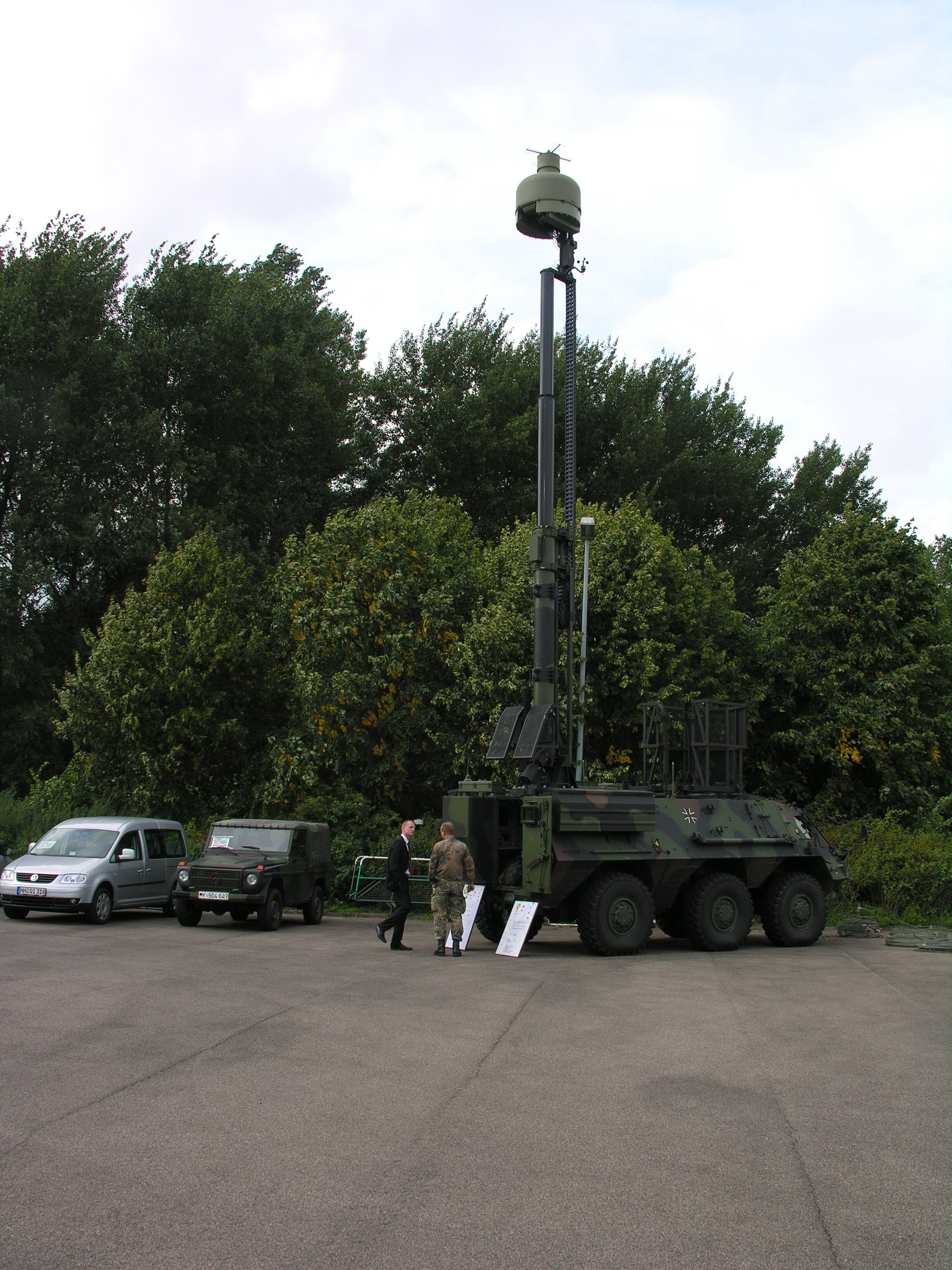
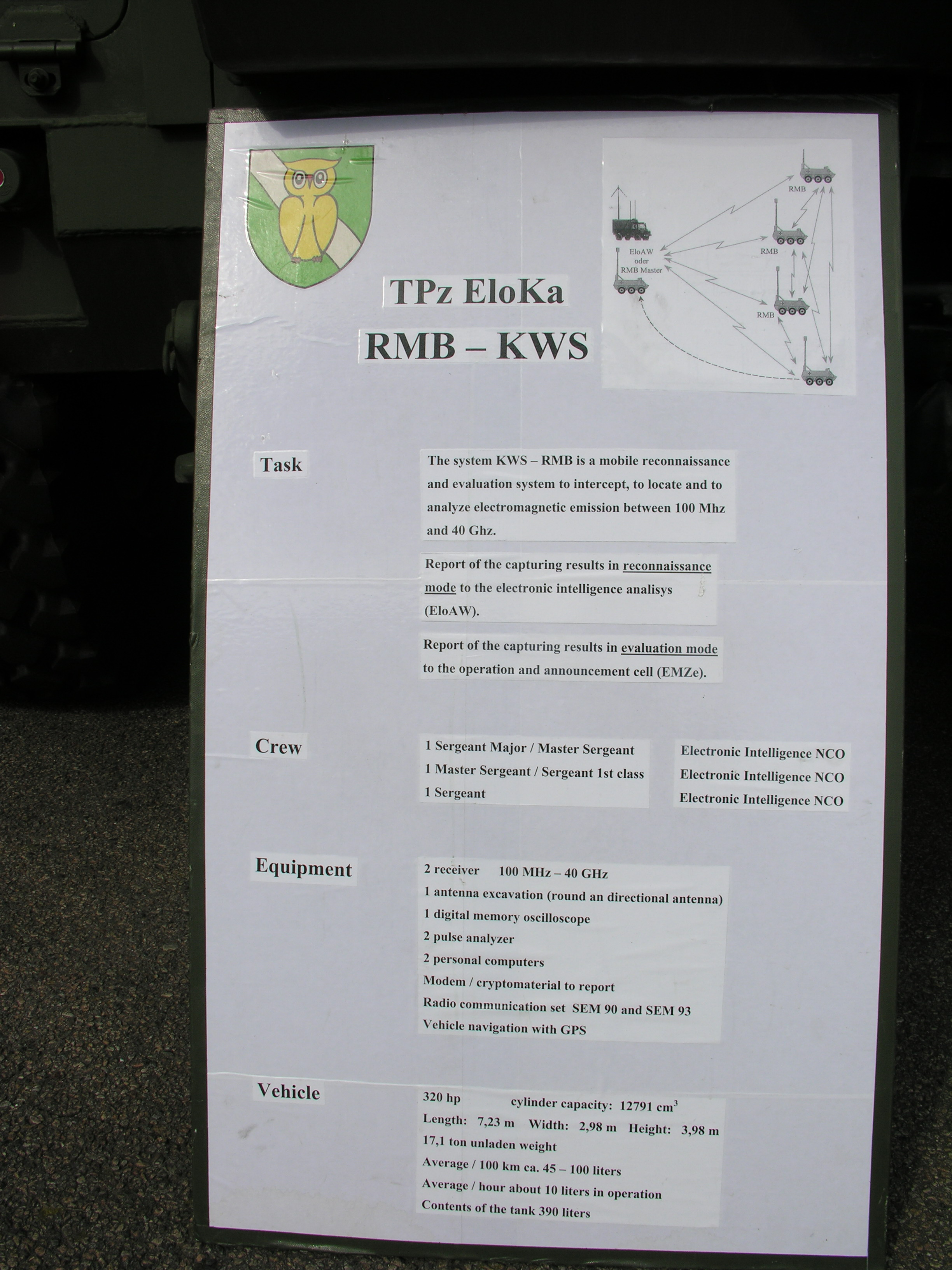
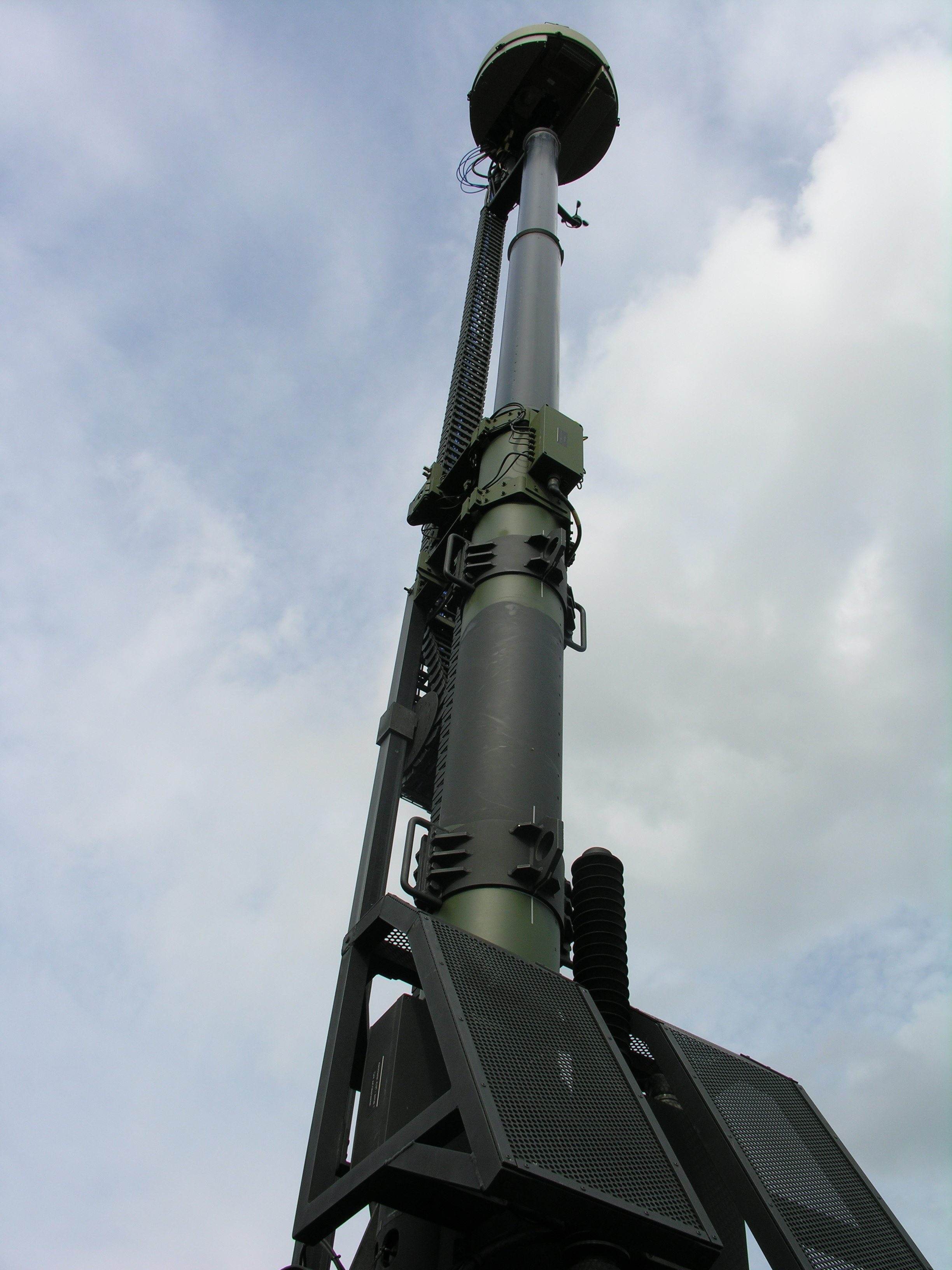
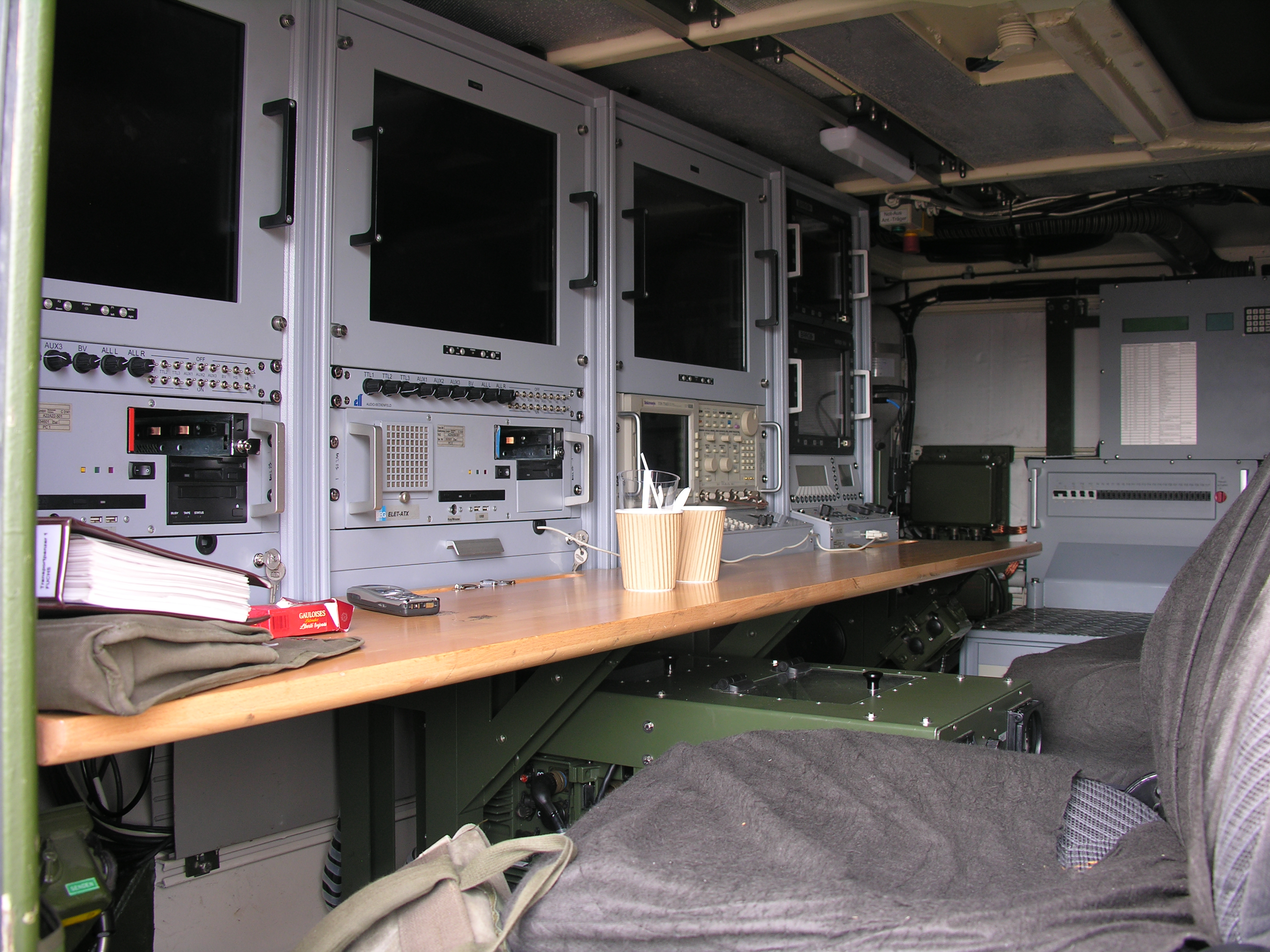

TPz 1A1 EloKa «Peiler»

## На вооружении
Современные операторы:
- Алжир — более 600 Fuchs 2 в разных модификациях, по состоянию на 2023 год[6]. Планируется закупить 980 штук.
- Великобритания — 11 Tpz-1 NBC под местным обозначением Combat Vehicle, Reconnaissance NBC, Wheeled 8X8, Fuchs. В 2020 году прошли программу улучшения электроники от фирмы Rheinmetall-BAE Systems Land.
- Венесуэла — 10 Tpz-1 CBRN, по состоянию на 2023 год[7].
- Германия — 359 Tpz-1 всех модификаций и 44 Tpz-1 NBC по состоянию на 2024 год[8]
- Израиль — 8 единиц Tpz-1 NBC, по состоянию на 2023 год[9].
- Ирак — 20 Fuchs NBC, по состоянию на 2016 год[10]
- Кувейт — 11 Tpz-1 NBC, по состоянию на 2016 год[11]
- Нидерланды — 6 единиц Tpz-1 CBRN, по состоянию на 2023 год[12]. Всего имели на вооружении 24 Fuchs 1 в нескольких вариантах.
- Норвегия — 6 Tpz-1 NBC, по состоянию на 2023 год[13]. Всего имели на вооружении 8 единиц.
- ОАЭ — 32 единицы Fuchs 2 NBC и Fuchs 2 BIO-RS, по состоянию на 2023 год[14].
- Саудовская Аравия — 10 Tpz-1 NBC, по состоянию на 2023 год[15].

Бывшие операторы:
- Турция — 2 машины были взяты в аренду у ФРГ в 1990 году на время войны в Персидском заливе.
- США — имели на вооружении 128 Fuchs 1 CBRN под обозначением M93A1 Fox NBCRS. Из них 60 единиц были куплены из запасов Бундесвера во время войны в Персидском заливе. Между 2015 и 2023 годами заменены на M1135 Stryker NBCR[16].